# 富溪牌坊
富溪牌坊是一座清代节孝坊，位于中国安徽省黄山市休宁县榆村乡富溪村水口，建于1758年，旌表汪以宝妻程氏，四柱三间冲天式,。青石砌筑。坊匾上有"圣旨"、"恩淇松筠"、"皇清旌表诰赠宪大夫汪以宝妻,诰封恭人程氏节孝之坊"字样。
2019年3月28日，富溪牌坊列为第八批安徽省文物保护单位。